# Terratrèmol del Friül
El terratrèmol del Friül va tenir lloc a les 21.06 del 6 de maig de 1976. La zona més afectada va ser la situada al nord d'Udine, amb epicentre als municipis de Osoppo i Gemona del Friuli i una intensitat de 6,4 en l'escala de Richter, i de 10 en l'escala de Mercalli. La sacsejada, percebuda a tot el nord d'Itàlia, va afectar principalment 77 municipis i una població total d'uns 60.000 habitants, provocant 965 morts, 2.400 ferits i més de 45.000 damnificats. Els danys es calcularen en 4,25 milions de dòlars.
L'11 de setembre de 1976, la terra tremolà novament: dues sacsejades a les 18.31 i a les 18.40 superen els 7,5 i els 8 graus en l'escala de Mercalli. El 15 de setembre de 1976 a les 9.21 es verifica una altra sacsejada de més de 8 graus en l'escala de Mercalli. A pesar d'una llarga sèrie de rèpliques, que van continuar durant diversos mesos, la reconstrucció va ser ràpida i completa, i es va completar en uns 10 anys.